# Алдебоарн
Алдебоарн (нід. Aldeboarn) — село в нідерландській провінції Фрисландія. Входить до муніципалітету Геренвен.
Його площа становить 27,24км², а населення станом на 2021 рік складало 1 550 осіб.
Перша згадка про населений пункт датується 1243 роком.

## Галерея

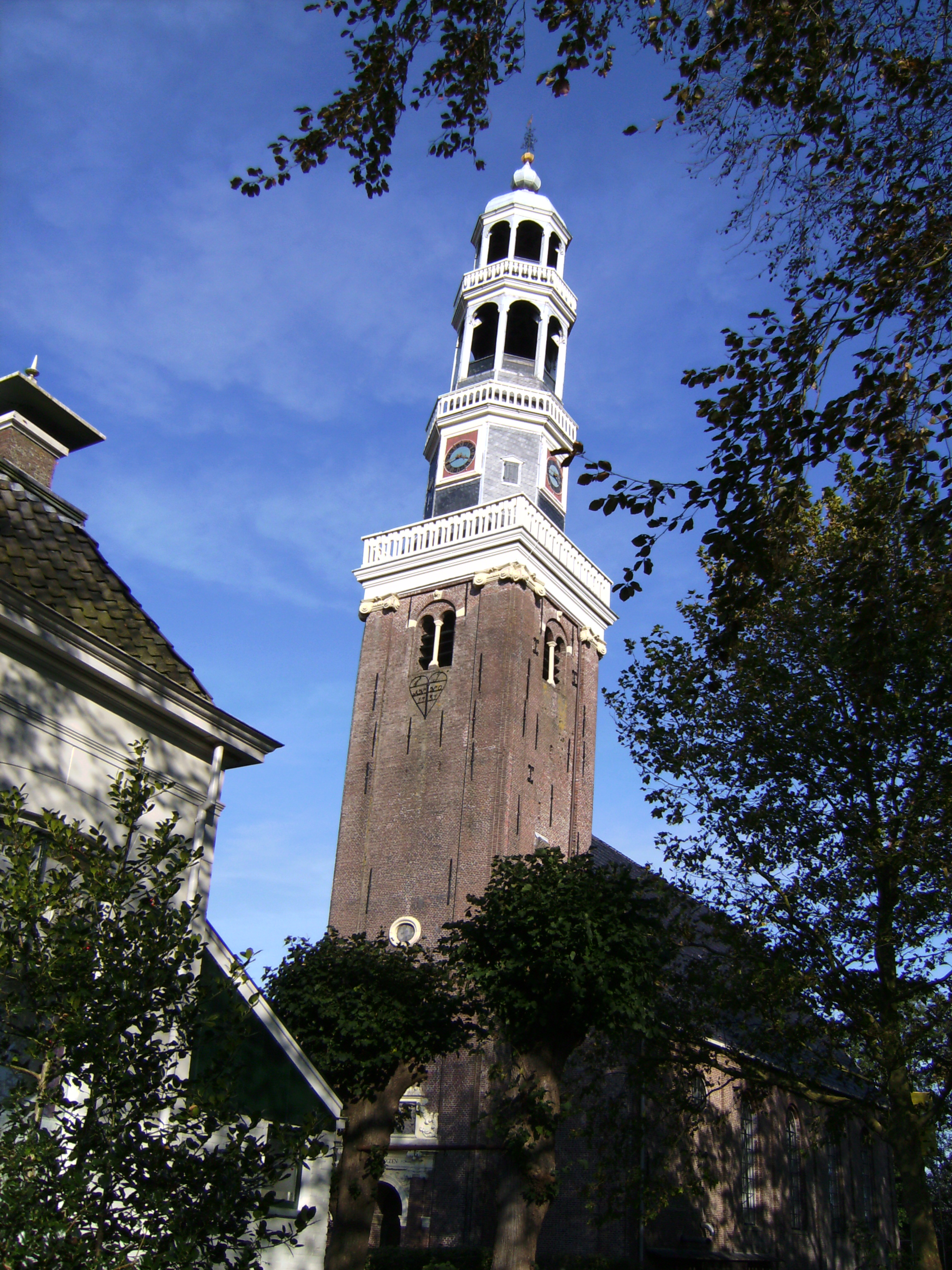
Церковна вежа
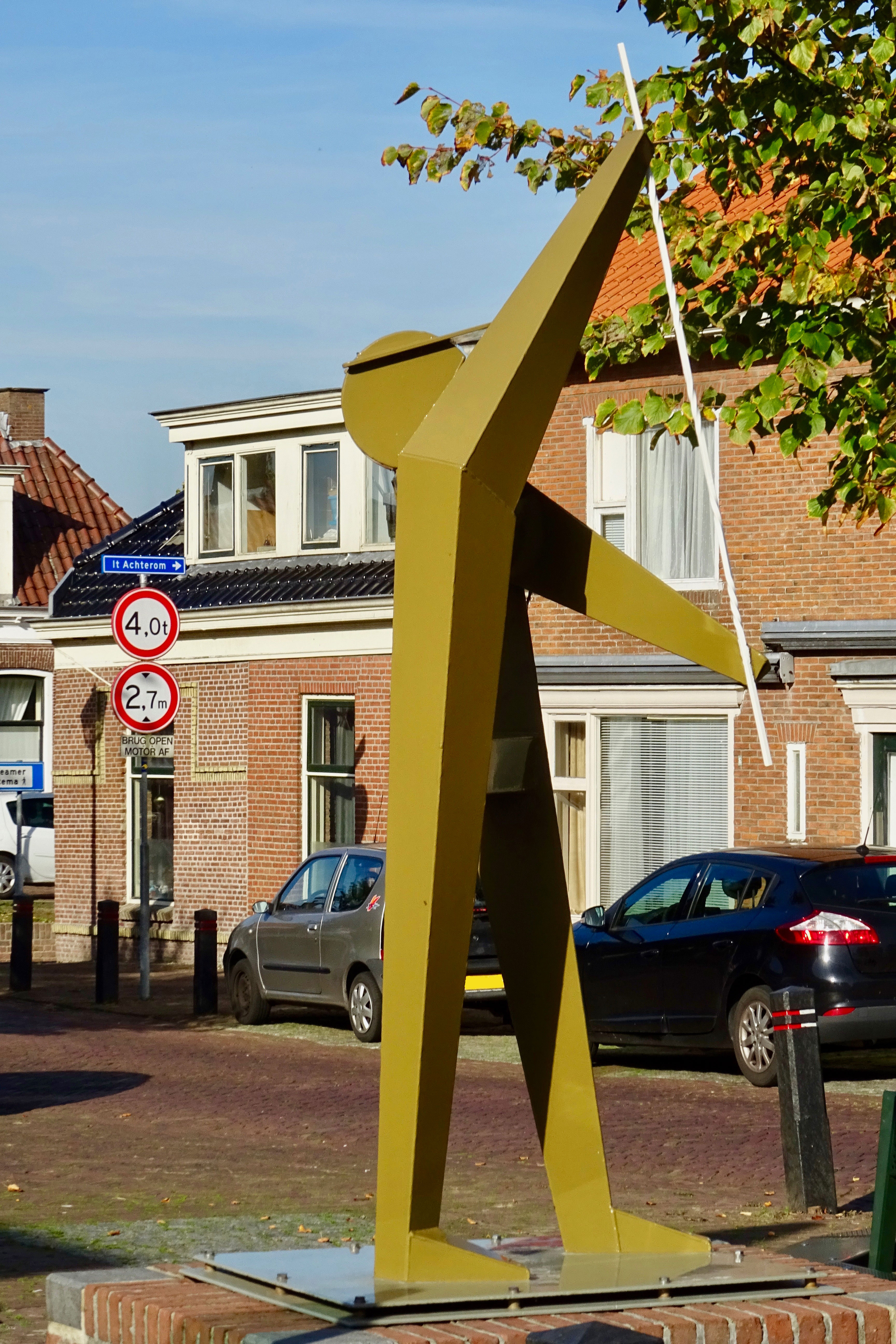
Арт-об'єкт в Алдебоарні
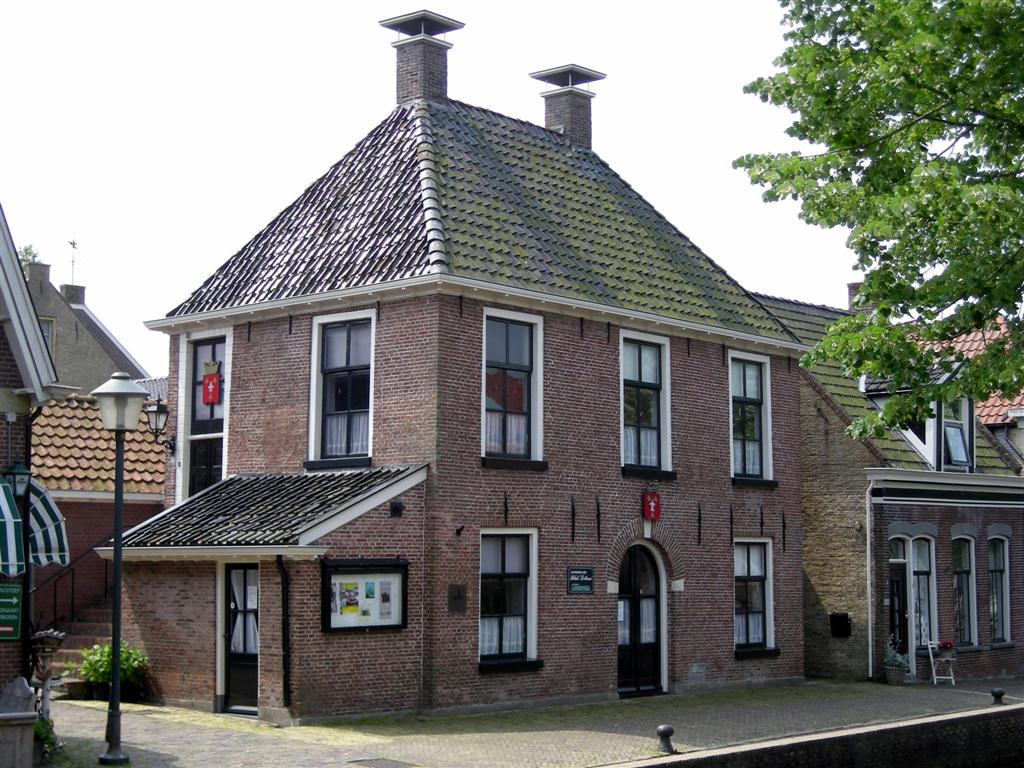
Зважувальний будинок
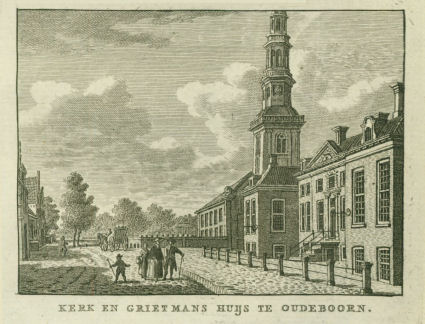
Алдебоарн на малюнку 1808 року